# Bajki z mchu i paproci
Bajki z mchu i paproci (cz. Pohádky z mechu a kapradí) – serial animowany dla dzieci produkcji czechosłowackiej. Głównymi bohaterami są dwa skrzaty: chudy Żwirek (Křemílek) i gruby Muchomorek (Vochomůrka). Autorem literackiego pierwowzoru był Václav Čtvrtek.
Serial posiada 3 wersje polskiego dubbingu.
Serial w pierwszej wersji dubbingu z 1970 roku był emitowany tylko w TVP1 i wydany na VCD i DVD. Druga wersja dubbingu zrealizowana w 2006 roku wydana na DVD i VCD. Trzecia wersja dubbingu została opracowana w 2009 roku - serial w tej wersji emitowano na kanałach TVP1 i TVP ABC.

## Wersja polska

### Wersja z 1970 roku
Pierwsza wersja polska została opracowana przez Studio Opracowań Filmów Oddział w Łodzi. Jej premiera odbyła się w Telewizji Polskiej jesienią 1970.
W polskiej wersji językowej Żwirkowi głosu użyczył Zygmunt Zintel, a Muchomorkowi Włodzimierz Skoczylas. Reżyserem dubbingu był Mirosław Bartoszek, a narratorem Barbara Wałkówna.

### Wersja z 2006 roku
Druga wersja została wydana na DVD i VCD. Głosu postaciom użyczył Mirosław Wieprzewski.

### Wersja z 2009 roku
Wersja polska: Studio Publishing
Reżyseria: Tomasz Grochoczyński
Tłumaczenie: Gorazd Wojciechowski
Dialogi: Anna Wolicka
Dźwięk i montaż: Jacek Kacperek
Kierownictwo produkcji: Mira Ornatowska
Wystąpili:
- Katarzyna Tatarak – Narrator
- Mieczysław Morański – Żwirek
- Krzysztof Krupiński – Muchomorek
- Brygida Turowska
- Klaudiusz Kaufmann

i inni
Lektor: Mariusz Siudziński

### Wersja VHS
Serial został wydany na kasetach VHS. Dystrybucja: Javi

### Wersja VCD i DVD
Serial wydano na płytach VCD i DVD z dystrybucją SDT Film.

## Spis odcinków
| Nr                    | Polski tytuł                                                  | Czeski tytuł                                              |
| --------------------- | ------------------------------------------------------------- | --------------------------------------------------------- |
|                       |                                                               |                                                           |
| SERIA PIERWSZA (1968) |                                                               |                                                           |
|                       |                                                               |                                                           |
| 01                    |                                                               | Kterak seřídili hodiny s jednou ručičkou                  |
|                       |                                                               |                                                           |
| 02                    |                                                               | Otvírání studánky                                         |
|                       |                                                               |                                                           |
| 03                    |                                                               | Kterak pudrovali jahody                                   |
|                       |                                                               |                                                           |
| 04                    |                                                               | Jak rozškrtli ohnivého mužíčka                            |
|                       |                                                               |                                                           |
| 05                    |                                                               | Jak pekli a upekli koláč                                  |
|                       |                                                               |                                                           |
| 06                    |                                                               | Jak dostali račí sklí8čko                                 |
|                       |                                                               |                                                           |
| 07                    |                                                               | Jak hostili myšáka                                        |
|                       |                                                               |                                                           |
| 08                    |                                                               | Jak rozbili medákovi sluníčkovou basu                     |
|                       |                                                               |                                                           |
| 09                    |                                                               | Jak našli poklad                                          |
|                       |                                                               |                                                           |
| 10                    |                                                               | Jak vezli na sáňkách vejce                                |
|                       |                                                               |                                                           |
| 11                    |                                                               | Kterak pekli kaštany                                      |
|                       |                                                               |                                                           |
| 12                    |                                                               | Jak přivedli domů světýlkovou vílu                        |
|                       |                                                               |                                                           |
| 15                    |                                                               | Jak zpívali koledu                                        |
|                       |                                                               |                                                           |
| SERIA DRUGA (1970)    |                                                               |                                                           |
|                       |                                                               |                                                           |
| 28                    | Jak Żwirek i Muchomorek zasadzili nasionko                    | Jak Křemílek a Vochomůrka zasadili semínko                |
|                       |                                                               |                                                           |
| 34                    | Jak Żwirek i Muchomorek parzyli herbatę z róży                | Jak Křemílek a Vochomůrka vařili šípkový čaj              |
|                       |                                                               |                                                           |
| 14                    | Kłopoty z zegarem i kukułką                                   | Jak Křemílek a Vochomůrka měli hodiny se zlou kukačkou    |
|                       |                                                               |                                                           |
| 23                    | Jak Żwirek i Muchomorek szyli spodnie                         | Jak Křemílek a Vochomůrka šili kalhoty                    |
|                       |                                                               |                                                           |
| 13                    | Jak Żwirek i Muchomorek nie wiedzieli, co się dzieje          | Jak Křemílek a Vochomůrka nevěděli, co se děje            |
|                       |                                                               |                                                           |
| 16                    | Jak Żwirek i Muchomorek nie dali się złapać smokowi           | Jak Křemílka a Vochomůrku málem popadl drak               |
|                       |                                                               |                                                           |
| 33                    | Jak Żwirek i Muchomorek mieli przygodę z rakiem               | Jak Křemílek a Vochomůrka měli trápení s rakem            |
|                       |                                                               |                                                           |
| 17                    | Jak Żwirek i Muchomorek zabłądzili w grzybowym lesie          | Jak Křemílek a Vochomůrka zabloudili v bedlovém lese      |
|                       |                                                               |                                                           |
| 25                    | Jak Żwirek i Muchomorek szukali drewna do kominka             | Jak šel Křemílek a Vochomůrka na pařezy                   |
|                       |                                                               |                                                           |
| 18                    | Jak Gwiazdeczka zjadła jagodowe powidła                       | Jak si Křemílek a Vochomůrka ani nelízli povidel          |
|                       |                                                               |                                                           |
| 19                    | Jak Żwirek i Muchomorek zagrali małej rusałce                 | Jak Křemílek a Vochomůrka hráli maličké víle              |
|                       |                                                               |                                                           |
| 20                    | Jak Żwirek i Muchomorek jedli kaszę                           | Jak Křemílek a Vochomůrka jedli kaši                      |
|                       |                                                               |                                                           |
| 27                    | Jak Żwirek i Muchomorek zamieszkali u dwóch pięknych panienek | Jak Křemílek a Vochomůrka přišli ke dvěma pěkným panenkám |
|                       |                                                               |                                                           |
| SERIA TRZECIA (1972)  |                                                               |                                                           |
|                       |                                                               |                                                           |
| 30                    | Jak Żwirek i Muchomorek dostali dzbanek wiosennego nektaru    | Jak Křemílek a Vochomůrka šli pro první jarní pochutnání  |
|                       |                                                               |                                                           |
| 39                    | Jak Żwirek i Muchomorek gonili kontrabas                      | Jak Křemílek a Vochomůrka honili basu                     |
|                       |                                                               |                                                           |
| 22                    | Spotkanie z myszką Filipką                                    | Jak Křemílek a Vochomůrka pozdravili myšku Filipku        |
|                       |                                                               |                                                           |
| 31                    | Jak Żwirek i Muchomorek znaleźli skrzypeczki                  | Jak Křemílek a Vochomůrka našli pod borůvkou housličky    |
|                       |                                                               |                                                           |
| 37                    | Jak Żwirek i Muchomorek zrobili huśtawkę                      | Jak si Křemílek a Vochomůrka udělali houpačku             |
|                       |                                                               |                                                           |
| 32                    | Jak Żwirek i Muchomorek uczesali rusałkę                      | Jak Křemílek a Vochomůrka učesali vílu                    |
|                       |                                                               |                                                           |
| 21                    | Jak Żwirek i Muchomorek dźwigali kamienie                     | Jak Křemílek s Vochomůrkou vezli čtyři velké kameny       |
|                       |                                                               |                                                           |
| 35                    | Jak Żwirek i Muchomorek wysiadywali jajka                     | Jak Křemílek a Vochomůrka seděli na vajíčkách             |
|                       |                                                               |                                                           |
| 24                    | Jak Żwirek i Muchomorek mieli strapienie z drozdem            | Jak Křemílek a Vochomůrka měli trápení s drozdem          |
|                       |                                                               |                                                           |
| 29                    | Jak Żwirek i Muchomorek wystrzelili z armaty                  | Jak Křemílek a Vochomůrka vystřelili z kanonu             |
|                       |                                                               |                                                           |
| 26                    | Jak Żwirek i Muchomorek przygarnęli śnieżynkę                 | Jak Křemílek s Vochomůrkou zatopili až druhou sirkou      |
|                       |                                                               |                                                           |
| 36                    | Jak Żwirek i Muchomorek szukali pieniążków                    | Jak Křemílek a Vochomůrka hledali pět peněz               |
|                       |                                                               |                                                           |
| 38                    | Jak Żwirek i Muchomorek z rusałką pogonili olbrzyma           | Jak Křemílek a Vochomůrka udělali obrovi píšťalku         |
|                       |                                                               |                                                           |